# تغويز

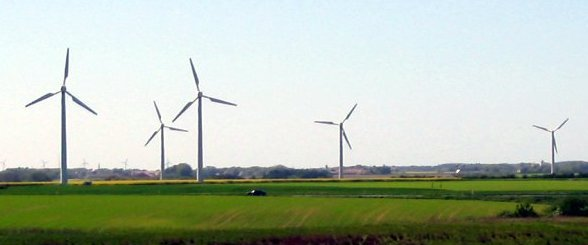

التَّغويز هو عملية تحويل المواد التي تحوي في تركيبها على الكربون مثل الفحم والكتلة الحيوية إلى أول أكسيد الكربون والهيدروجين وذلك بتفاعل المواد الخام عند درجات حرارة عالية مع كميات من الأكسجين متحكم بها ينتج عن هذه العملية مزيج غازي يدعى غاز الاصطناع، وتعتبر عملية التغويز من العمليات الفعالة لاستخراج الطاقة من المواد العضوية.

## مبدأ عمل مولدات الغاز
إن وقود الكتلة الحيوية عبارة عن خليط من مركبات الكربون والهيدروجين والأكسجين التي تمر بتفاعلات مصحوبة بانطلاق أو امتصاص حرارة خلال الاحتراق الجزئي في الهواء فيتفاعل الهواء القادم مع الكربون الساخن وتنطلق حرارة لتكون ثاني أكسيد الكربون (معادلة 1) والذي يختزل فوراً إلى أول أكسيد الكربون مع امتصاص حرارة معادلة (2) وبخار الماء بعدة تفاعلات مع الكربون وأول أكسيد الكربون معادلات (5,6،7) منتجاً الهيدروجين وينتج خليط غازي من أول أكسيد الكربون وثاني أكسيد الكربون والهيدروجين ويعمل النتروجين كمخفف خامل ويسمى هذا الخليط بغاز المولدات وقيمته الحرارية تكون منخفضة تتراوح بين 4 -8 ميغا جول لكل متر مكعب وذلك لارتفاع تركيز غاز النتروجين.

## تفاعلات تغويز وقود الكتلة الحيوية
C(S)+O2 (G)→ CO2 (G) -400
```
CO
2
 (G)+ C(S)→ 2CO(G) +160
```

```
  2C(S)+ O
2
(G)→ 2CO(G) -240
```

```
   2CO(G) + O
2
 (G) → 2CO
2
 (G)-560
```

```
   H
2
O(G)+ C(S) →  CO (G) + H
2
 (G) +120
```

```
     H
2
O(G)+  CO(S) → CO
2
 (G) + H_2 (G)-40
```

```
    C(S)+ 2H
2
 O(G) →  CO
2
 (G) + 2H
2
 (G) +80
```

## تاريخ التغويز
إن إنتاج غاز قابل للاحتراق من مواد تحتوي في تركيبها على عنصر الكربون هي تقنية قديمة ومعروفة سابقا ومسماة بالتقطير الجاف dry distillationأو التحلل الحراري pyrolysis (وهي رفع درجة حرارة المواد الخام في غياب الأكسجين لتسبب التفكك الحراري للوقود إلى غازات طيارة وكربون صلب) وهذه التقنية جربت لأول مرة على مستوى تجاري عام 1812 بواسطة شركة غاز في لندن.
إن أول مولدة غاز (مغوز)gasifier تجارية (من نوع السحب العلوي updraft gasifier) لتحويل الوقود الصلب إلى غاز قد انشات عام 1839 منتجة بذلك ما يسمى حاليا بغاز المولدات producer gas .
تطورت بعد ذلك مولدات الغاز (المغوزات) لتلاءم أنواع مختلفة من الوقود والاحتياجات الصناعية والتطبيقات الحرارية حتى العشرينيات من القرن العشرين، حيث أن الأنظمة المغذاة بالبترول أخذت تدريجيا مكان الأنظمة المغذاة بغاز المولدات (producer gas). ولكن ومع الشكوك حول وثوقية إمدادات البترول طورت أنظمة المغوزات المتكاملة (من نوع السحب السفلي downdraft الأكثر تطورا) في أوروبا بين عامي 1920 و1940 وخلال الحرب العالمية الثانية كان يستخدم عدة آلاف من مولدات الغاز (المغوزات) في أوروبا وفي أماكن أخرى من العالم ثم سحبت من الخدمة تدريجيا بشكل واسع بعد انتهاء الحرب عند توفر الوقود الأحفوري السائل والرخيص بشكل واسع مرة أخرى.
أزمة الطاقة في السبعينيات جاءت باهتمام متجدد بتقنية التحويل إلى غاز وهذه التقنية اعتبرت كمصدر طبيعي ورخيص نسبيا للصناعات الصغيرة وتوليد الطاقة للشبكة العامة في البلدان النامية والتي عانت من أسعار النفط المرتفعة في السوق العالمية ويتوفر لدى هذه البلدان مصادر كتلة حيوية متجددة كافية.
في بداية الثمانينيات من القرن العشرين قدمت عشر مصانع على الأقل(معظمها أوربية) محطات لتوليد الطاقة باستخدام الفحم والخشب كمواد أولية في التوليد (حتى 250kw) وعلى الأقل أربع دول نامية (الفيليبين-البرازيل-اندونيسيا-الهند) بدأت بتنفيذ برامج لتحويل الغاز قائمة على تقنيات مطورة محليا.
عشرات وربما مئات من أنظمة تحويل الكتلة الحيوية إلى غاز أنشأت عبر المشاريع الممولة عن طريق المنح وعبر رجال الأعمال في بلدان العالم النامية.

## أنواع مولدات الغاز

### المولدات ذات السحب العلوي أو التيار المضاد updraft gasifiers or counter current gasifiers
ان ابسط أنواع مولدات الغاز هي fixed-bed countercurrent gasifier وفي هذه المولدة يتم إدخال الكتلة الحيوية من أعلى المفاعل وتتجه نحو الأسفل
يدخل الهواء من الأسفل ويخرج الغاز من الأعلى.
الكتلة الحيوية يتم تحريكها بشكل معاكس لتدفق الغاز وتمر بشكل متعاقب خلال مناطق التجفيف والتقطير والإرجاع ومنطقة الموقد.
في منطقة التجفيف يتم تجفيف الكتلة الحيوية.
أما في منطقة التقطير(أو منطقة الانحلال الحراري pyrolysis) يتم تفكيك الكتلة الحيوية إلى غازات طيارة وفحم صلب.
تؤمن الحرارة اللازمة للكسر الحراري والتجفيف بشكل أساسي عبر الغاز المنتج والمتدفق نحو الأعلى وبشكل جزئي عن طريق الإشعاع من منطقة الموقد hearth zone
في منطقة الإرجاع تحصل عدة تفاعلات(يدخل في هذه التفاعلات الفحم وثاني أكسيد الكربون وبخار الماء) والتي يتحول فيها الكربون وينتج غاز أول أكسيد الكربون والهيدروجين وهما الناتجان الأساسيان لمولدة الغاز.
في منطقة المولد يتم حرق الفحم المتبقي لإنتاج الحرارة وغاز ثاني أكسيد الكربون وبخار الماء من أجل التفاعلات في منطقة التقليل reduction zone
الميزة الأساسية لهذا النوع من مولدات الغاز هي البساطة –الاحتراق العالي لفحم الخشب –و التبادل الحراري الداخلي الذي يتج عنه حرارة منخفضة للغاز المنطلق والمردود العالي لعملية التغويز.
بسبب التبادل الحراري الداخلي يجفف الوقود في أعلى مولدة الغاز ولذلك يمكن استخدام وقود مع مكونات ذات رطوبة عالية وحتى 60%.
أما السيئة الأساسية هي الكمية الكبيرة من القطران ومنتجات عملية الكسر الحراري pyrolysis والتي تحدث لأن غازات الكسر الحراري لا تدخل لمنطقة الموقد وبالتالي فإنها لا تحترق.
وهذه السيئة ليس لها أهمية إذا كان الغاز يستخدم في التطبيقات الحرارية المباشرة حيث أن القطران يحترق بسهولة ولكن عندما يستخدم الغاز في الآلات فان عملية تنظيف واسعة مطلوبة.

### مولدات الغاز ذات السحب السفليdowndraft gasifiers
في المفاعل ذو السحب السفلي تتم تغذية الكتلة الحيوية من الأعلى ويتم إدخال الهواء من الأعلى أو من الجوانب أما الغاز فيخرج من أسفل المفاعل.
مناطق عملية التغويز مشابهة لتلك الموجودة في المولدات ذات السحب العلوي ولكن يختلف نظام العمل إلى حد ما.
يتم تجفيف الكتلة الحيوية في منطقة التجفيف drying zone ثم تحلل حراريا في منطقة التقطير distillation zone وهاتان المنطقتان تسخنان بشكل رئيسي بواسطة الإشعاع الحراري (وبشكل جزئي بواسطة تيار الحمل) من منطقة الموقد حيث أن جزءا من فحم الخشب يحرق فيها.
غازات التحلل الحراري تمر عبر منطقة الموقد وتحرق بشكل جيد، ينتج عن احتراق الفحم المتبقي غاز ثاني أكسيد الكربون وبخار الماء وتتجه إلى منطقة الإرجاع reduction zoneحيث يتشكل غازي أول أكسيد الكربون والهيدروجين.
الميزة الأساسية لهذا النوع من المولدات هو أن الغاز الناتج يحوي على نسبة قليلة من القطران مناسبة لعمل الآلات.
في الحياة العملية نادرا ما يتم تحقيق إنتاج غاز خالي تماما من القطران والسبب الرئيسي لذلك أنه ليست كل الغازات تمر عبر المناطق الحارة وأيضا ربما يكون زمن وجودها في منطقة الاحتراق صغيرا.
في التصميمات الخاصة تضاف عدة ميزات لتحقيق معدل تحويل عالي لغازات التحلل الحراري pyrolysis.
هذا النوع من مولدات الغاز يستعمل في تطبيقات إنتاج الطاقة والتي تتراوح بين 80-500 kw
سيئات مولدات الغاز ذات التيار الهابط تتلخص فيما يلي:
1- احتواء الغاز على نسبة عالية من الرماد وذلك لأن الغاز يمر في منطقة التأكسد حيث يلتقط جزيئات صغيرة من الرماد.
2- متطلبات الوقود صارمة نسبيا : حيث أن الوقود يجب أن يكون محددا بالحجم من 4-10سم بحيث أنه لا يغلق الحلق throat ويسمح لغازات الكسر الحراري بالتدفق نحو الأسفل والحرارة من منطقة الموقد بالصعود نحو الأعلى ولذلك فإن تقطيع الكتلة الحيوية على شكل قوالب ضروري غالبا.
3-نسبة الرطوبة في الكتلة الحيوية يجب أن تكون أقل من 25%
4-حرارة الغاز الناتج والمنطلق عالية نسبيا وهذا يؤدي إلى نقصان المردود لعملية التغويز.

### مولدات الغاز ذات السحب العرضي Cross-Draft Gasifiers
تم تصميم مولدات الغاز ذات السحب العرضي للتكيف مع استخدام فحم الخشب كوقود.
إن تغويز فحم الخشب ينتج عنه حرارة عالية(أكثر من 1500درجة مئوية)في منطقة الموقد والتي يمكن أن تقود إلى مشاكل في المواد المستخدمة لتصميم المفاعل.
ان الميزة الأساسية لهذا النوع تعتمد على الحجم الصغير المطلوب لعمل هذه المولدة أما سيئة هذا النوع تتمثل في قدرة تحويل القطران المنخفضة وبالتالي الحاجة إلى فحم خشب ذو جودة عالية.

### مولدات الغاز ذات القلب المفتوح Open-Core Gasifier
تم تصميم هذا النوع من مولدات الغاز لتغويز المواد الخام ذات الكثافة الحجمية المنخفضة (مثل قشور الرز) وبسبب الكثافة الحجمية للوقود فليس هناك داعي لوجود حلق وبالتالي تجنب تقطيع الكتلة الحيوية.
يمكن إضافة معدات خاصة مثل المشابك الدوارة rotating gratesلتحريك الوقود والتخلص من الرماد.
مولدات الغاز التي تستخدم قشور الرز كوقود بحاجة دائمة إلى إزالة الرماد بسبب كمية الرماد الكبيرة الناتجة عن قشور الرز(حوالي 55% من حجم الوقود الداخل)
يكون أسفل المولدة متوضع على حوض من الماء والذي يعمل كوسيط نقل لإزالة الرماد.